# Filip Rózga
Filip Rózga, né le 7 août 2006 à Skawina en Pologne,  est un footballeur polonais qui évolue au poste de milieu offensif au Sturm Graz.

## Biographie

### En club
Né à Skawina en Pologne, Filip Rózga est formé par le KS Cracovie. Il joue son premier match en professionnel le 27 mai 2023 face au Wisła Płock, en championnat. Il entre en jeu à la place de Michał Rakoczy et son équipe l'emporte par trois buts à zéro.
Le 1er juillet 2023 Filip Rózga signe son premier contrat professionnel, à l'âge de seize ans. Le contrat est valable jusqu'en juin 2026 et il est définitivement promu en équipe première par la même occasion.
Rózga marque son premier but en professionnel le 24 août 2024, à l'occasion d'une rencontre de championnat face au Górnik Zabrze. Titulaire, il marque le but égalisateur de son équipe alors que celle-ci est menée d'un but, puis le KS Cracovie parvient à s'imposer face à une équipe réduite à neuf après deux expulsions (3-2 score final),.
Lors de l'été 2025, Filip Rózga rejoint l'Autriche en signant en faveur du SK Sturm Graz pour un contrat de quatre ans, soit jusqu'en juin 2029. Le transfert est officialisé le 17 juin 2025.

### En sélection
Filip Rózga est retenu avec les moins de 17 ans pour participer à la coupe du monde des moins de 17 ans en 2023 qui se déroule en Indonésie. Il est toutefois exclu de la sélection, tout comme trois de ses coéquipiers, pour des raisons disciplinaire. En effet, les quatre joueurs auraient consommé de l'alcool durant leur stage d'entraînement avant la compétition, ce qui leur coûte de ne pas participer à la compétition,.
Il joue son premier match avec les moins de 19 ans le 9 octobre 2024 contre Malte. Il est titulaire au poste d'ailier gauche lors de ce match remporté par son équipe par six buts à zéro.